# Скуби-Ду: Пирати на борда
„Скуби-Ду: Пирати на борда“ (на английски: Scooby-Doo! Pirates Ahoy!) е  е директен към видео анимационен филм от 2006 година, базиран въз основа на съботните сутрешни анимации на „Скуби-Ду“, пуснат е на 19 септември 2006 г. и е продуциран от Warner Bros. Animation.

## Озвучаващ състав
- Франк Уелкър – Скуби-Ду и Фред Джоунс
- Кейси Кейсъм – Шаги Роджърс
- Грей Делайл – Дафни Блейк и Леля Махина
- Минди Кон – Велма Динкли
- Рон Пърлман – Капитан Скънкбиърд/Биф Уелингтън
- Фреди Родригес – Рупърт Гарсия
- Тим Конуей – Скип Джоунс
- Еди Маклърг – Пеги Джоунс/Солената Сали
- Кати Наджими – Съни Ст. Клауд
- Арсенио Хол – Капитан Кротърс
- Дан Кастеланета – Господин Мистерио

## В България
В България филмът първоначално е излъчен през 2012 г. по bTV. Прави многократни излъчвания по Cartoon Network. Той е достъпен в стрийминг платформата „Ейч Би О Макс“.